# Hrvatski nogometni kup 2006/07
Der Hrvatski nogometni kup 2006/07 war der 16. Wettbewerb um den kroatischen Fußballpokal nach der Loslösung des kroatischen Fußballverbandes aus dem jugoslawischen Fußballverband.
Dinamo Zagreb setzte sich in zwei Finalspielen gegen den NK Slaven Belupo durch. Es war Dinamos 8. Pokalsieg im unabhängigen Kroatien und der 15. insgesamt.

## Modus
Ab dem Viertelfinale einschließlich des Finales wurden jeweils Hin- und Rückspiele ausgetragen. Bei gleicher Anzahl an Toren aus beiden Spielen kam die Mannschaft weiter, die auswärts mehr Tore erzielt hatte. Herrschte auch hier Gleichstand, wurde ein Elfmeterschießen zur Ermittlung des Siegers ausgetragen.

## Teilnehmer
An der Vorrunde
- 21 Sieger des Bezirkspokals
- 11 Finalisten des Bezirkspokals aus den Fußballverbänden mit der größten Anzahl registrierter Fußballclubs

| Bezirk              | Sieger                        | Finalist            |
| ------------------- | ----------------------------- | ------------------- |
| Bjelovar-Bilogora   | NK Bjelovar                   | NK Mladost Ždralovi |
| Brod-Posavina       | NK Slavonac CO Stari Perkovci | NK Oriolik          |
| Dubrovnik-Neretva   | NK Konavljanin Čilipi         |                     |
| Istrien             | NK Medulin 1921               | NK Rudar Labin      |
| Karlovac            | NK Karlovac                   |                     |
| Koprivnica-Križevci | NK Koprivnica                 | NK Križevci         |
| Krapina-Zagorje     | NK Zagorec Krapina            |                     |
| Lika-Senj           | NK Novalja                    |                     |
| Međimurje           | Međimurje Čakovec             | NK Dinamo Palovec   |
| Osijek-Baranja      | NK Metalac Osijek             | NK Đakovo           |
| Požega-Slawonien    | NK Slavija Pleternica         |                     |

| Bezirk               | Sieger                    | Finalist            |
| -------------------- | ------------------------- | ------------------- |
| Primorje-Gorski      | NK Grobničan Čavle        |                     |
| Sisak-Moslavina      | HNŠK Moslavina Kutina     | HNK Segesta Sisak   |
| Split-Dalmatien      | NK Hrvace                 |                     |
| Šibenik-Knin         | NK Vodice                 |                     |
| Varaždin             | NK Podravina Ludbreg      | NK Nova Ves         |
| Virovitica-Podravina | NK Bratstvo Gornje Bazje  |                     |
| Vukovar-Syrmien      | NK Vukovar ’91            | NK Graničar Županja |
| Zadar                | NK Dragovoljak Poličnik   |                     |
| Stadt Zagreb         | NK Croatia Sesvete        | NK Lučko Zagreb     |
| Zagreb               | NK Vinogradar Lokošin Dol | NK Samobor          |

Am Sechzehntelfinale
- Die 16 punktbesten Vereine der Fünfjahres-Pokalwertung. (63 Punkte für den Pokalsieger, 31 für den unterlegenen Finalisten, 15 für die Halbfinalisten, 7 für die Viertelfinalisten, 3 für die Achtelfinalisten und 1 Punkt für die Sechzehntelfinalisten.)

| - 1. Dinamo Zagreb (199) - 2. Hajduk Split (139) - 3. NK Varteks Varaždin (99) - 4. HNK Rijeka (87) | - 5. NK Osijek (59) - 6. NK Pula Staro Češko (45) - 7. NK Zagreb (39) - 8. NK Kamen Ingrad Velika (27) | - 09. Cibalia Vinkovci (27) - 10. NK Pomorac Kostrena (26) - 11. NK Slaven Belupo (17) - 12. Inter Zaprešić (15) | - 13. NK Hrvatski dragovoljac (13) - 14. NK Zadar (13) - 15. HNK Šibenik (11) - 16. NK Belišće (11) |

## Ergebnisse

### Vorrunde
Die Spiele fanden am 30. August 2006 statt.
|                          | Ergebnis              |                               |
| ------------------------ | --------------------- | ----------------------------- |
| NK Koprivnica            | 1:1 n. V. (6:5 i. E.) | NK Metalac Osijek             |
| NK Medulin 1921          | 2:3                   | NK Vinogradar Lokošin Dol     |
| NK Mladost Ždralovi      | 4:0                   | NK Samobor                    |
| NK Oriolik               | 3:3 n. V. (4:5 i. E.) | NK Hrvace                     |
| NK Križevci              | 6:2                   | NK Slavonac CO Stari Perkovci |
| NK Vodice                | 2:3                   | HNK Segesta Sisak             |
| NK Graničar Županja      | 2:2 n. V. (2:4 i. E.) | NK Croatia Sesvete            |
| NK Vukovar ’91           | 3:0                   | NK Rudar Labin                |
| NK Bratstvo Gornje Bazje | 0:1                   | NK Karlovac                   |
| NK Nova Ves              | 0:5                   | NK Grobničan Čavle            |
| NK Dragovoljak Poličnik  | 1:3                   | NK Novalja                    |
| NK Konavljanin Čilipi    | 4:0                   | NK Zagorec Krapina            |
| NK Dinamo Palovec        | 0:0 n. V. (3:4 i. E.) | NK Đakovo                     |
| Međimurje Čakovec        | 2:0                   | NK Slavija Pleternica         |
| NK Bjelovar              | 3:2                   | HNŠK Moslavina Kutina         |
| NK Lučko Zagreb          | 1:1 n. V. (5:6 i. E.) | NK Podravina Ludbreg          |

### Sechzehntelfinale
Die Spiele fanden am 20. September 2006 statt.
|                           | Ergebnis              |                         |
| ------------------------- | --------------------- | ----------------------- |
| NK Đakovo                 | 1:2                   | HNK Rijeka              |
| NK Grobničan Čavle        | 0:2                   | Dinamo Zagreb           |
| NK Konavljanin Čilipi     | 2:1                   | NK Varteks Varaždin     |
| NK Mladost Ždralovi       | 0:3                   | Hajduk Split            |
| NK Križevci               | 2:5                   | NK Osijek               |
| NK Hrvace                 | 1:1 n. V. (6:5 i. E.) | NK Pula Staro Češko     |
| NK Podravina Ludbreg      | 1:4                   | NK Kamen Ingrad Velika  |
| NK Karlovac               | 0:1                   | Cibalia Vinkovci        |
| NK Vukovar ’91            | 2:1                   | NK Pomorac Kostrena     |
| NK Novalja                | 0:4                   | NK Zagreb               |
| NK Koprivnica             | 0:2                   | NK Slaven Belupo        |
| NK Bjelovar               | 0:3                   | Inter Zaprešić          |
| NK Croatia Sesvete        | 2:2 n. V. (5:6 i. E.) | NK Belišće              |
| HNK Segesta Sisak         | 3:1                   | NK Zadar                |
| Međimurje Čakovec         | 1:4                   | HNK Šibenik             |
| NK Vinogradar Lokošin Dol | 1:1 n. V. (6:7 i. E.) | NK Hrvatski dragovoljac |

### Achtelfinale
Die Spiele fanden am 24. und 25. Oktober 2006 statt.
|                         | Ergebnis              |                        |
| ----------------------- | --------------------- | ---------------------- |
| Hajduk Split            | 5:2 n. V.             | NK Belišće             |
| Inter Zaprešić          | 3:1                   | NK Osijek              |
| NK Slaven Belupo        | 4:2                   | NK Hrvace              |
| NK Zagreb               | 1:1 n. V. (5:3 i. E.) | NK Kamen Ingrad Velika |
| Cibalia Vinkovci        | 2:0 n. V.             | NK Vukovar ’91         |
| NK Hrvatski dragovoljac | 0:0 n. V. (3:5 i. E.) | HNK Rijeka             |
| Dinamo Zagreb           | 3:0                   | HNK Šibenik            |
| NK Konavljanin Čilipi   | 2:0                   | HNK Segesta Sisak      |

### Viertelfinale
Die Hinspiele fanden am 21. und 22. November 2006 statt, die Rückspiele zwischen dem 28. November und 6. Dezember.
|                  | Gesamt |                       | Hinspiel | Rückspiel |
| ---------------- | ------ | --------------------- | -------- | --------- |
| Cibalia Vinkovci | 4:6    | Hajduk Split          | 2:3      | 2:3       |
| Inter Zaprešić   | 2:4    | Dinamo Zagreb         | 1:2      | 1:2       |
| HNK Rijeka       | 4:3    | NK Konavljanin Čilipi | 3:1      | 1:2       |
| NK Slaven Belupo | 9:2    | NK Zagreb             | 6:0      | 3:2       |

### Halbfinale
Die Hinspiele fanden am 14. März 2007 statt, die Rückspiele am 4. April 2007.
|               | Gesamt |                  | Hinspiel | Rückspiel |
| ------------- | ------ | ---------------- | -------- | --------- |
| HNK Rijeka    | 2:3    | NK Slaven Belupo | 0:0      | 2:3       |
| Dinamo Zagreb | 3:2    | Hajduk Split     | 1:0      | 2:2       |

### Finale

#### Hinspiel
| Dinamo Zagreb                            | Dinamo Zagreb | NK Slaven Belupo | NK Slaven Belupo |
| ---------------------------------------- | --- | --- | ---------------- |
| Dinamo Zagreb                            | \| 9. Mai 2007 in Zagreb (Stadion Maksimir) \| \| Ergebnis: 1:0 (0:0) \| \| Zuschauer: 6.000 \| \| Schiedsrichter: Ante Vučemilović \| \| Spielbericht \|                                                                                     | \| 9. Mai 2007 in Zagreb (Stadion Maksimir) \| \| Ergebnis: 1:0 (0:0) \| \| Zuschauer: 6.000 \| \| Schiedsrichter: Ante Vučemilović \| \| Spielbericht \| | NK Slaven Belupo |
| Dinamo Zagreb                            | Filip Lončarić – Vedran Ćorluka, Dino Drpić, Gordon Schildenfeld, Carlos – Ognjen Vukojević, Nikola Pokrivač (65. Ante Tomić), Mihael Mikić (53. Josip Tadić), Luka Modrić – Sammir (83. Dario Jertec), Eduardo Cheftrainer: Branko Ivanković | Jane Nikoloski – Dalibor Poldrugač, Ivan Radeljić, Matita Kristić, Dario Bodrušić (79. Danijel Radiček) – Peter Bošnjak, Srebrenko Posavec, Željko Sopić, Miljenko Mumlek (83. Krunoslav Jambrušić) – Bojan Vručina, Dario Zahora (68. Stjepan Poljak) Cheftrainer: Elvis Scoria | NK Slaven Belupo |
| Dinamo Zagreb                            | 1:0 Eduardo (76., Foulelfmeter) | | NK Slaven Belupo |
| Dinamo Zagreb                            | Zahora (18.), Posavec (28.), Sopić (72.), Nikoloski (80.) | | NK Slaven Belupo |
| 9. Mai 2007 in Zagreb (Stadion Maksimir) | | |                  |
| Ergebnis: 1:0 (0:0)                      | | |                  |
| Zuschauer: 6.000                         | | |                  |
| Schiedsrichter: Ante Vučemilović         | | |                  |
| Spielbericht                             | | |                  |

#### Rückspiel
| NK Slaven Belupo                             | NK Slaven Belupo | Dinamo Zagreb | Dinamo Zagreb |
| -------------------------------------------- | --- | --- | ------------- |
| NK Slaven Belupo                             | \| 26. Mai 2007 in Koprivnica (Gradski Stadion) \| \| Ergebnis: 1:1 (0:0) \| \| Zuschauer: 5.000 \| \| Schiedsrichter: Ivan Bebek \| \| Spielbericht \|                                                       | \| 26. Mai 2007 in Koprivnica (Gradski Stadion) \| \| Ergebnis: 1:1 (0:0) \| \| Zuschauer: 5.000 \| \| Schiedsrichter: Ivan Bebek \| \| Spielbericht \|                                                                                       | Dinamo Zagreb |
| NK Slaven Belupo                             | Jane Nikoloski – Dalibor Poldrugač, Ivan Radeljić, Matita Kristić, Dario Bodrušić – Peter Bošnjak, Srebrenko Posavec, Željko Sopić, Miljenko Mumlek – Stjepan Poljak, Bojan Vručina Cheftrainer: Elvis Scoria | Filip Lončarić – Vedran Ćorluka, Dino Drpić, Gordon Schildenfeld, Carlos – Ognjen Vukojević, Nikola Pokrivač (70. Josip Tadić), Ante Tomić (64. Mihael Mikić), Luka Modrić – Sammir (87. Dario Jertec), Eduardo Cheftrainer: Branko Ivanković | Dinamo Zagreb |
| NK Slaven Belupo                             | 1:0 Miljenko Mumlek (68., Foulelfmeter) | 1:1 Gordon Schildenfeld (89.) | Dinamo Zagreb |
| NK Slaven Belupo                             | Bošnjak (21.), Radeljić (42.), Poljak (84.), Nikoloski (90.) | Tomić (42.), Sammir (42.), Vukojević (63.), Schildenfeld (90.) | Dinamo Zagreb |
| 26. Mai 2007 in Koprivnica (Gradski Stadion) | | |               |
| Ergebnis: 1:1 (0:0)                          | | |               |
| Zuschauer: 5.000                             | | |               |
| Schiedsrichter: Ivan Bebek                   | | |               |
| Spielbericht                                 | | |               |

## Torschützenliste
| Pl. | Name            | Mannschaft            | Tore |
| --- | --------------- | --------------------- | ---- |
| 01. | Eduardo         | Dinamo Zagreb         | 6    |
| 02. | Vlaho Radičević | NK Konavljanin Čilipi | 5    |
| 03. | Marijo Dodik    | NK Slaven Belupo      | 4    |
| 03. | Miljenko Mumlek | NK Slaven Belupo      | 4    |
| 03. | Ahmad Sharbibi  | HNK Rijeka            | 4    |